# Jonchères
Pour les articles homonymes, voir Jonchère (homonymie).
 (août 2020).
Jonchères est une commune française située dans le département de la Drôme, en région Auvergne-Rhône-Alpes.

## Géographie

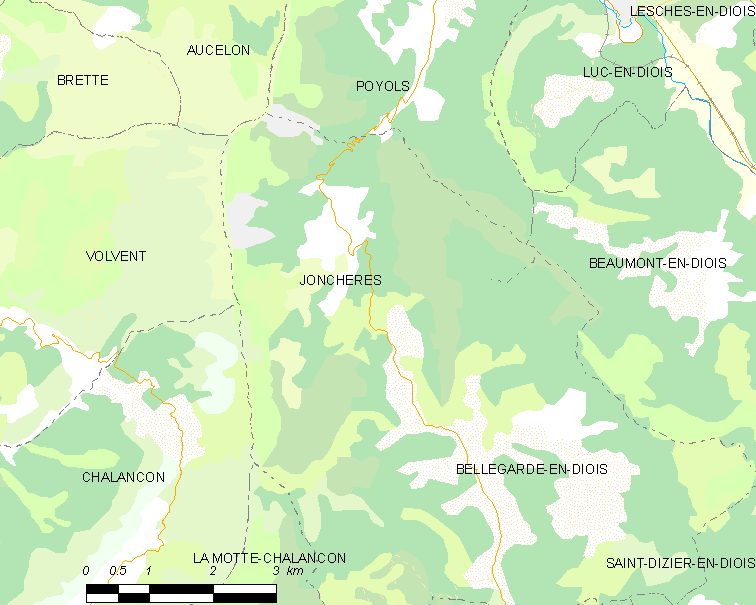
Jonchères

### Localisation
Jonchères se situe dans la vallée de la Béous, à 8 km au sud-ouest de Luc-en-Diois et à 25 km de Die (sous-préfecture).

### Relief et géologie
Sites particuliers :

### Hydrographie
La commune est arrosée par :
- le Ruisseau de Bourdiole, affluent de la Béous, qui prend sa source sur la commune[1] ;
- le torrent de la Béous, affluent de la rivière Drôme, qui prend également sa source sur la commune[2] ;
- l'Amenlier est un ravin attesté en 1891. C'est un affluent du Ruisseau de Bourdiole qui était nommé rivus defluens a collo Mote (ruisseau descendant du col de la Motte) en 1518 (terrier de l'évêché de Die)[3].
- l'Amenlière est un ruisseau attesté en 1891. Il a sa source sur la commune et se jette dans l'Aubergerie (commune de Bellegarde)[4].

### Climat
Pour des articles plus généraux, voir Climat d'Auvergne-Rhône-Alpes et Climat de la Drôme.
En 2010, le climat de la commune est de type climat des marges montargnardes, selon une étude du CNRS s'appuyant sur une série de données couvrant la période 1971-2000. En 2020, Météo-France publie une typologie des climats de la France métropolitaine dans laquelle la commune est exposée à un climat de montagne ou de marges de montagne et est dans la région climatique  Alpes du sud, caractérisée par une pluviométrie annuelle de 850 à 1 000 mm, minimale en été. 
Pour la période 1971-2000, la température annuelle moyenne est de 9,8 °C, avec une amplitude thermique annuelle de 16,5 °C. Le cumul annuel moyen de précipitations est de 1 029 mm, avec 8,8 jours de précipitations en janvier et 5,5 jours en juillet. Pour la période 1991-2020, la température moyenne annuelle observée sur la station météorologique de Météo-France la plus proche, sur la commune de Bellegarde-en-Diois à 4 km à vol d'oiseau, est de 10,5 °C et le cumul annuel moyen de précipitations est de 1 016,9 mm,. Pour l'avenir, les paramètres climatiques de la commune estimés pour 2050 selon différents scénarios d'émission de gaz à effet de serre sont consultables sur un site dédié publié par Météo-France en novembre 2022.

## Urbanisme

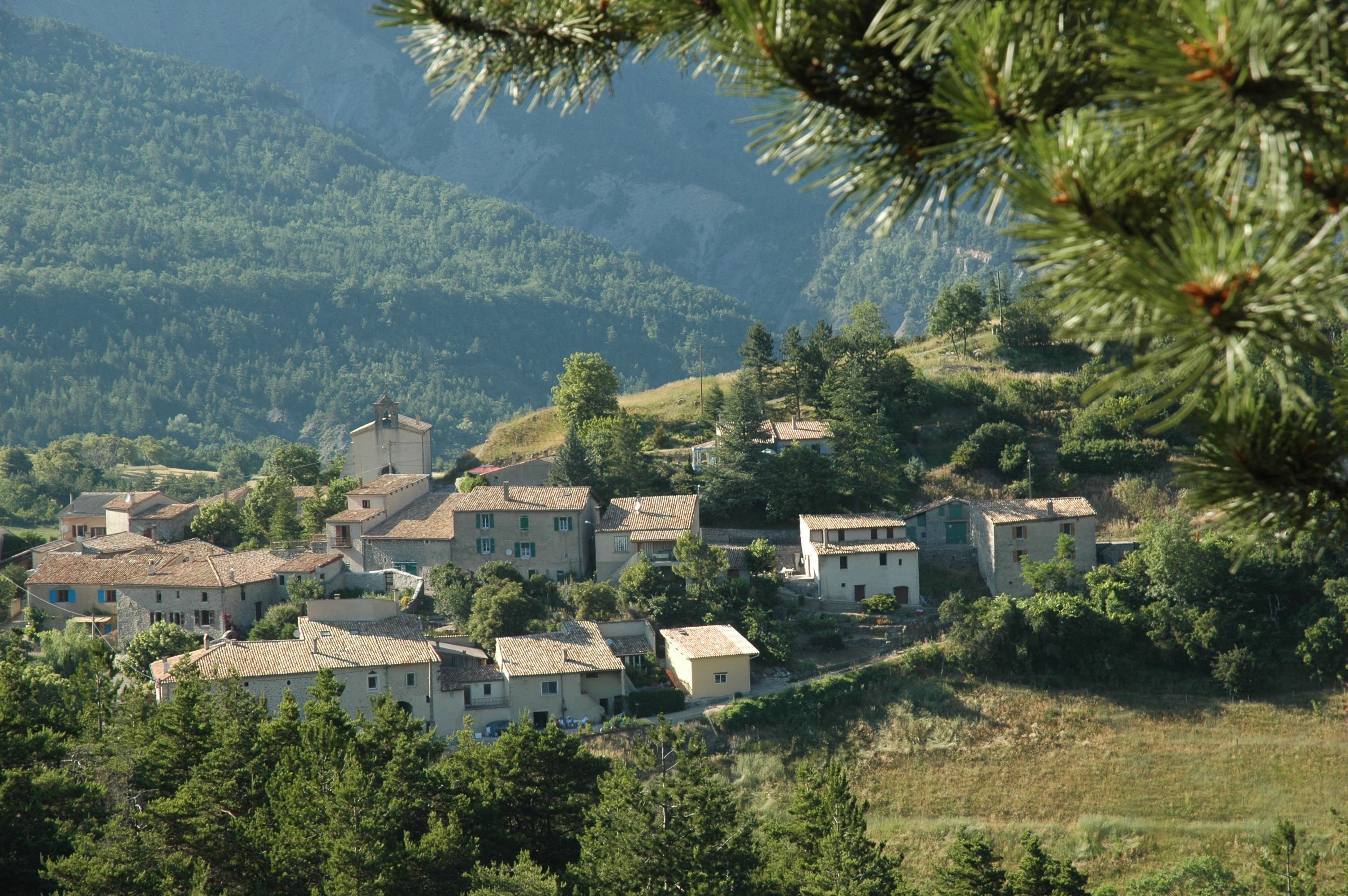
Vue générale de Jonchères

### Typologie
Au 1er janvier 2024, Jonchères est catégorisée commune rurale à habitat très dispersé, selon la nouvelle grille communale de densité à 7 niveaux définie par l'Insee en 2022.
Elle est située hors unité urbaine et hors attraction des villes,.

### Occupation des sols
L'occupation des sols de la commune, telle qu'elle ressort de la base de données européenne d’occupation biophysique des sols Corine Land Cover (CLC), est marquée par l'importance des forêts et milieux semi-naturels (88,9 % en 2018), une proportion sensiblement équivalente à celle de 1990 (88,4 %). La répartition détaillée en 2018 est la suivante : 
forêts (73,6 %), milieux à végétation arbustive et/ou herbacée (11,6 %), zones agricoles hétérogènes (5,9 %), prairies (5,2 %), espaces ouverts, sans ou avec peu de végétation (3,8 %). L'évolution de l’occupation des sols de la commune et de ses infrastructures peut être observée sur les différentes représentations cartographiques du territoire : la carte de Cassini (XVIIIe siècle), la carte d'état-major (1820-1866) et les cartes ou photos aériennes de l'IGN pour la période actuelle (1950 à aujourd'hui).

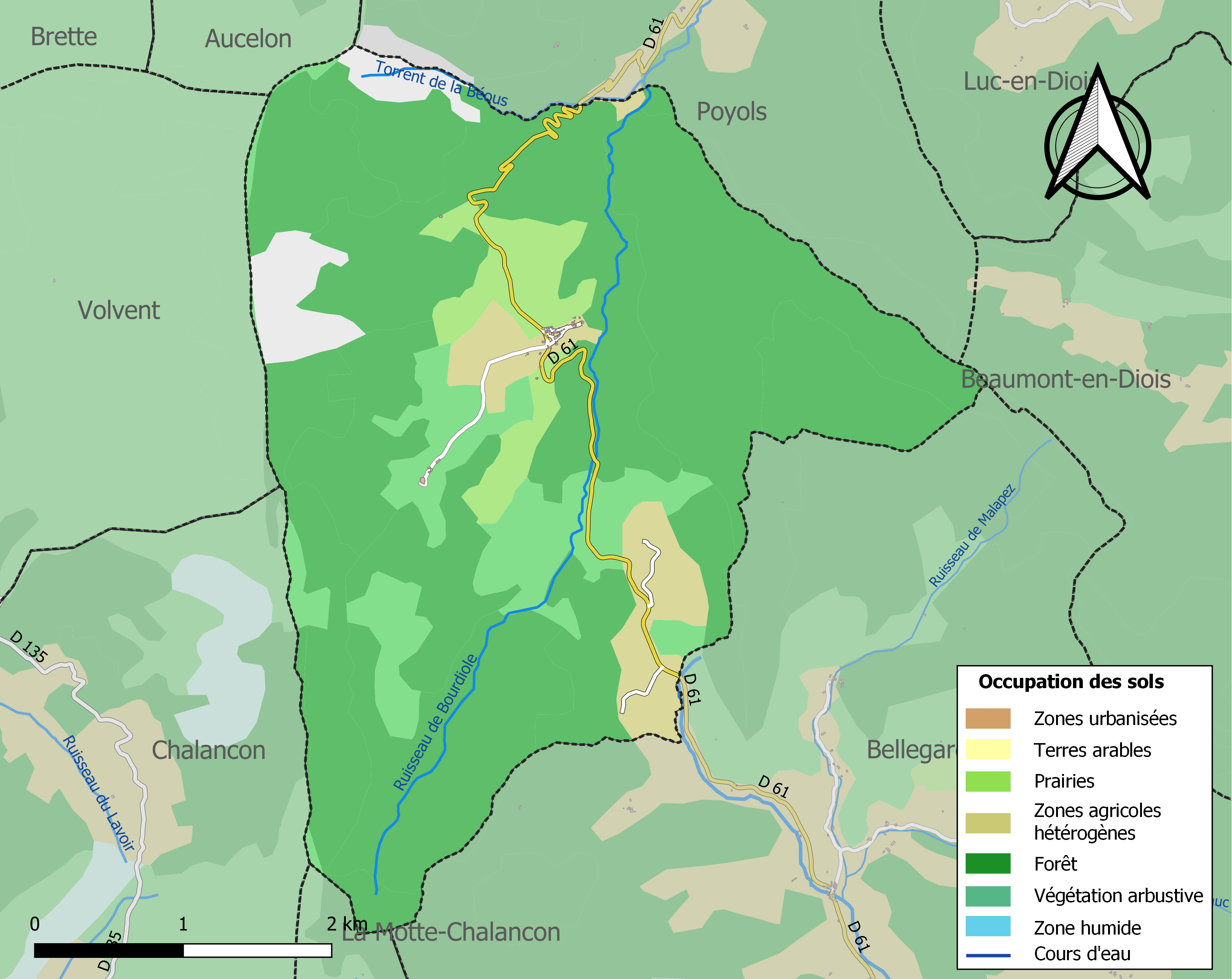
Carte des infrastructures et de l'occupation des sols de la commune en 2018 (CLC).

### Morphologie urbaine
Le vieux village est situé sur une crète.

#### Quartiers, hameaux et lieux-dits
Site Géoportail (carte IGN) :
- Bois Arnaud
- Bournioux
- Champourioux
- Chaumasses
- Clobéou
- Clot du Lion
- Condamine
- Cressentine
- Ferme du Col
- Jérusalem
- la Béous
- la Charre
- la Cheise
- la Plaine
- la Rairie
- l'Aubert
- le Bruas
- le Contrat
- le Grand Bois
- le Mas
- les Grandes Lauzes
- les Graves
- les Peyreries
- les Terriers
- l'Issart
- Montenier
- Prémol
- Pré Roussi
- Trescherènes
- Trescoussous

### Logement
La moitié des maisons sont des résidences secondaires[réf. nécessaire].

## Toponymie

### Attestations
Dictionnaire topographique du département de la Drôme :
- 1344 : Juncheriis (inventaire Morin-Pons, I, 415).
- XIVe siècle : mention de la paroisse : capella de Juncheriis (pouillé de Die).
- 1450 : mention de la châtellenie : castelliana Juncheriarum (rev. de l'év. de Die).
- 1489 : Juncherie (archives de la Drôme, E 883).
- 1509 : mention de l'église paroissiale Saint-André : ecclesia parrochialis Sancti Andree de Juncheriis (visites épiscopales).
- 1549 : Junchières (rôle de tailles).
- 1576 : Junchiers (rôle de décimes).
- XVIe siècle : mention de la paroisse : cura Juncheriarum (rôle de décimes).
- 1619 : mention de la paroisse : la cure de Junchières (rôle de décimes).
- 1891 : Jonchères, commune du canton de Luc-en-Diois.

### Étymologie
Le nom du village, Jonchères, viendrait du latin joncus « jonc »[réf. nécessaire].

## Histoire

### Du Moyen Âge à la Révolution
La seigneurie :
- Au point de vue féodal, la terre (ou seigneurie) est premièrement possédée par une famille de son nom.
- 1332 : elle passe aux Agoult.
- Elle est acquise par les évêques de Die, derniers seigneurs.

Avant 1790, Jonchères était une communauté de l'élection de Montélimar, subdélégation de Crest et du bailliage de Die.

Elle formait une paroisse du diocèse de Die dont l'église était dédiée à saint André. La cure était de la collation du chapitre de Die. Les dîmes appartenaient à un prieur séculier établi vers la fin du XVIIe siècle.

La châtellenie de Jonchères avait la même étendue que la commune de ce nom.

### De la Révolution à nos jours
En 1790, la commune est comprise dans le canton de Valdrôme. La réorganisation de l'an VIII (1799-1800) la fait entrer dans celui de Luc-en-Diois.
Dans les années 1800, Jonchères avait sa foire annuelle le 12 septembre. En 2017, un résident de Jonchères a trouvé dans un vide-grenier un document au sujet de cette foire[réf. nécessaire]. Le document est daté du 20 août 1835 et signé par le maire, monsieur Garcin. Il a été imprimé par l’imprimerie de Jules Chevalier à Die.
« Le Public est prévenu, qu'ensuite de l'Ordonnance Royale du 26 octobre 1834, il a été établi une Foire dans la commune de Jonchères, canton de Luc-en-Diois, qui aura lieu le 12 septembre de chaque année. La route de Die à Nyons, tracée dans cette commune et déjà praticable jusqu'auprès du village, rend le transport des marchandises tout à fait facile, et la position locale de Jonchères, relativement aux denrées et bestiaux dont les alentours abondent considérablement, offre, aux Marchands qui voudront bien venir tenir cette Foire, les avantages les plus lucratifs. Cette année il y aura plusieurs prix d'encouragement. Donné pour rendre public, à Jonchères le 20 août 1835 »
Au XIXe siècle, l'économie de la commune était basée sur le seigle, l'avoine, les noix et les pâturages[réf. nécessaire].
Dans les années 1900, les fermiers autour de Jonchères commencent à planter de la lavande mais le dernier champ de lavande à Jonchères sera abandonné dans les années 2000. La lavande continue à être récoltée dans le reste de la Drôme[réf. nécessaire].

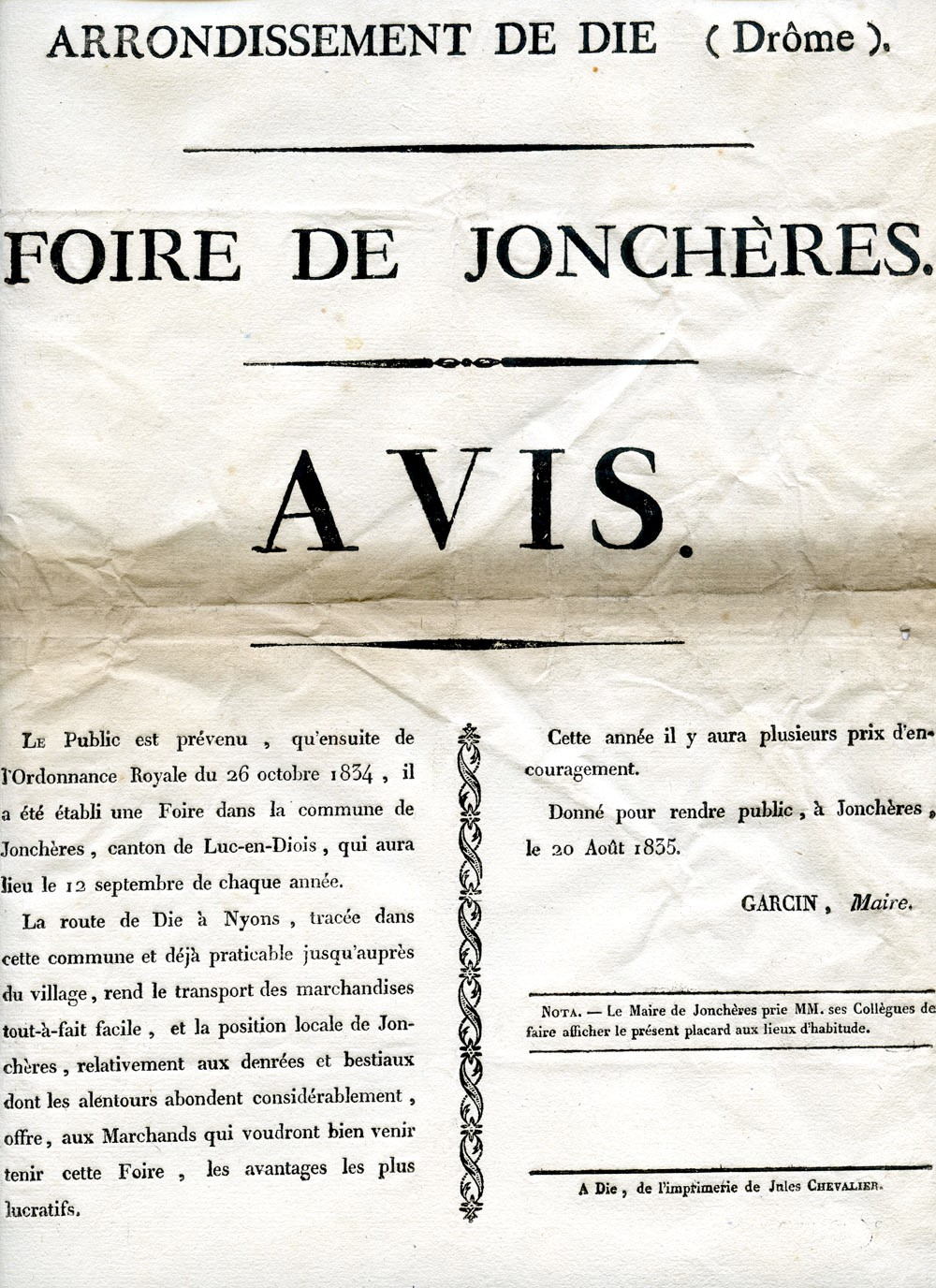
Création d'une foire en application de l'Ordonnance royale du 26 octobre 1834.
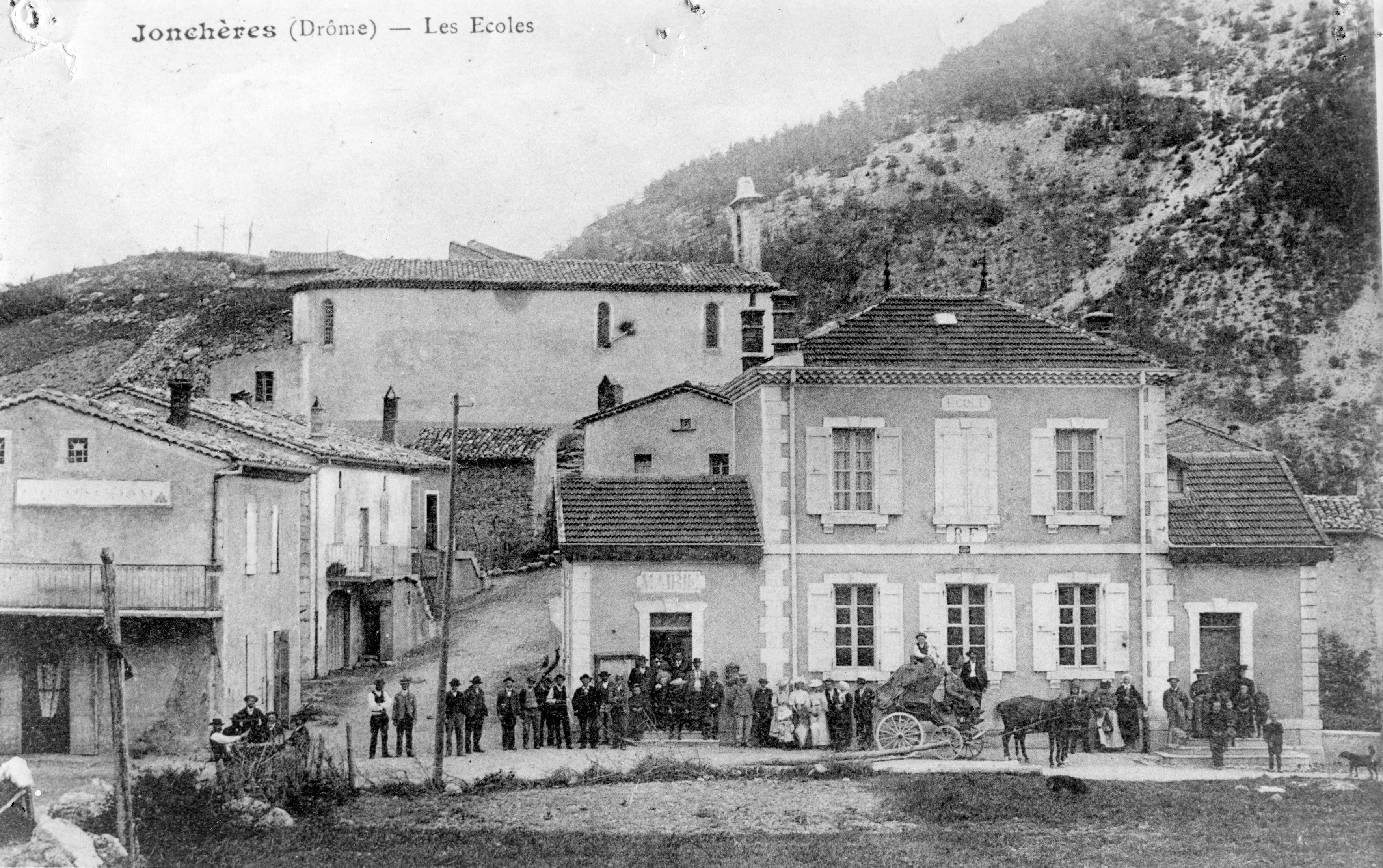
Le village de Jonchères (Drôme) dans les années 1900.
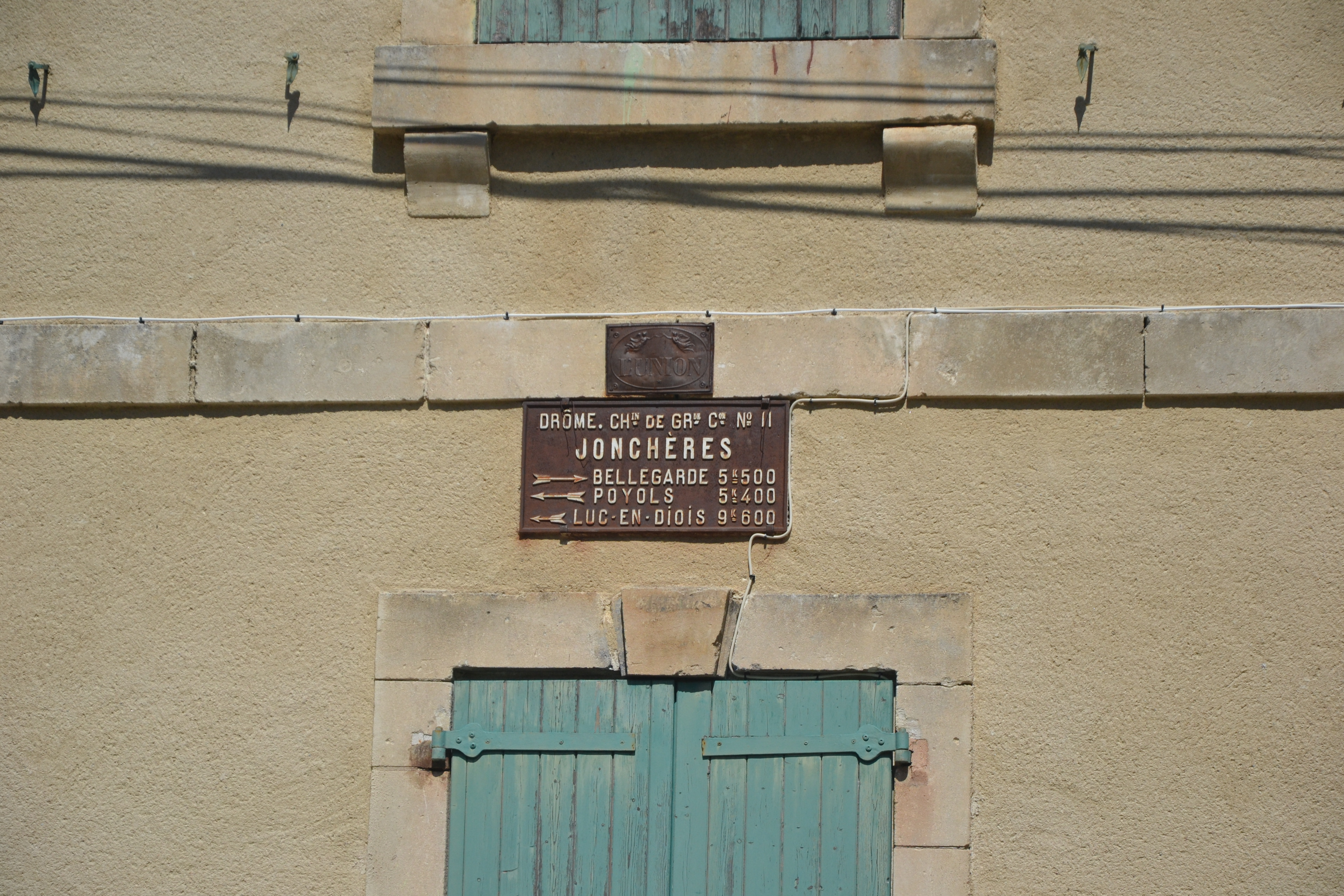
Plaque de cocher.
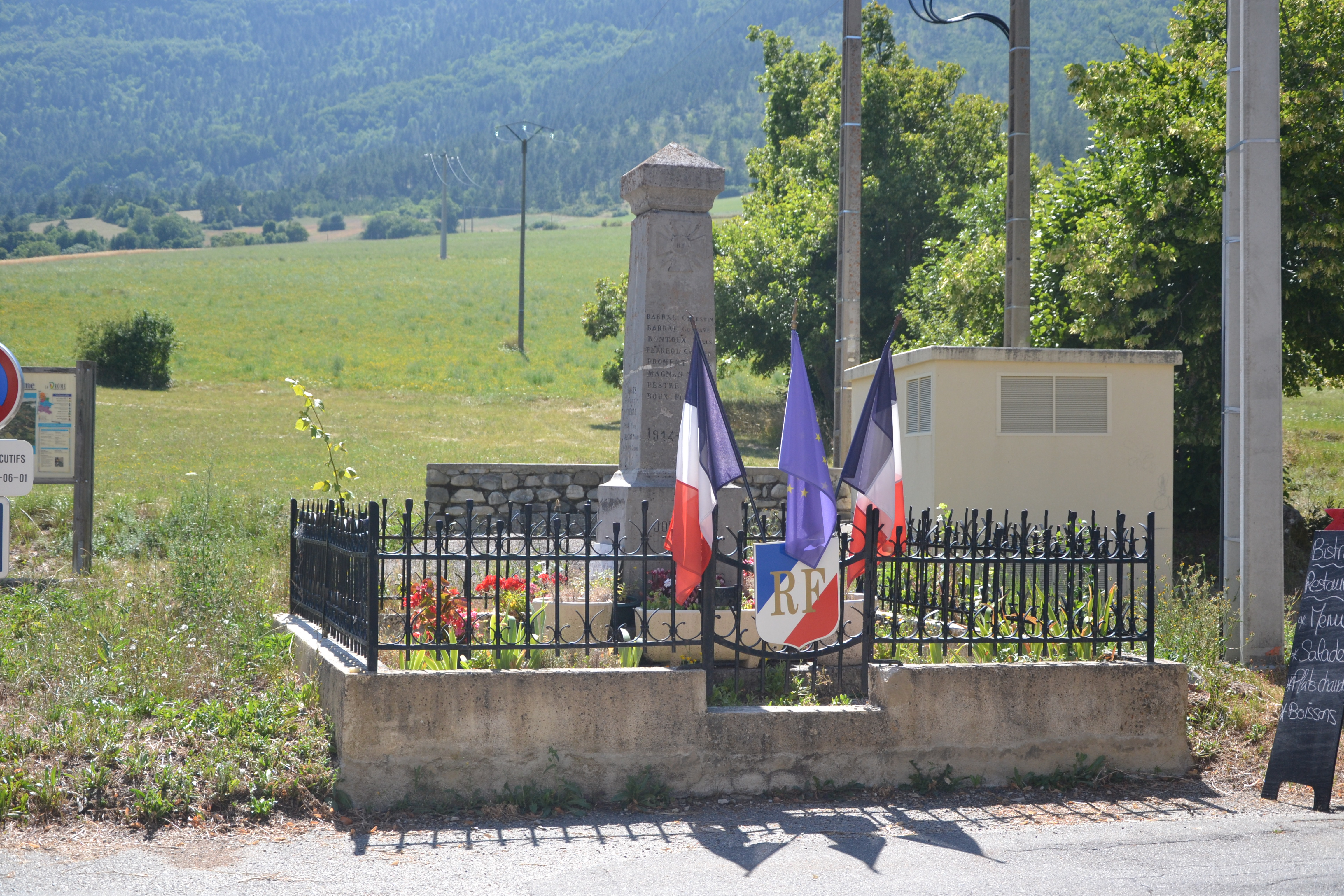
Monument aux morts.

## Politique et administration

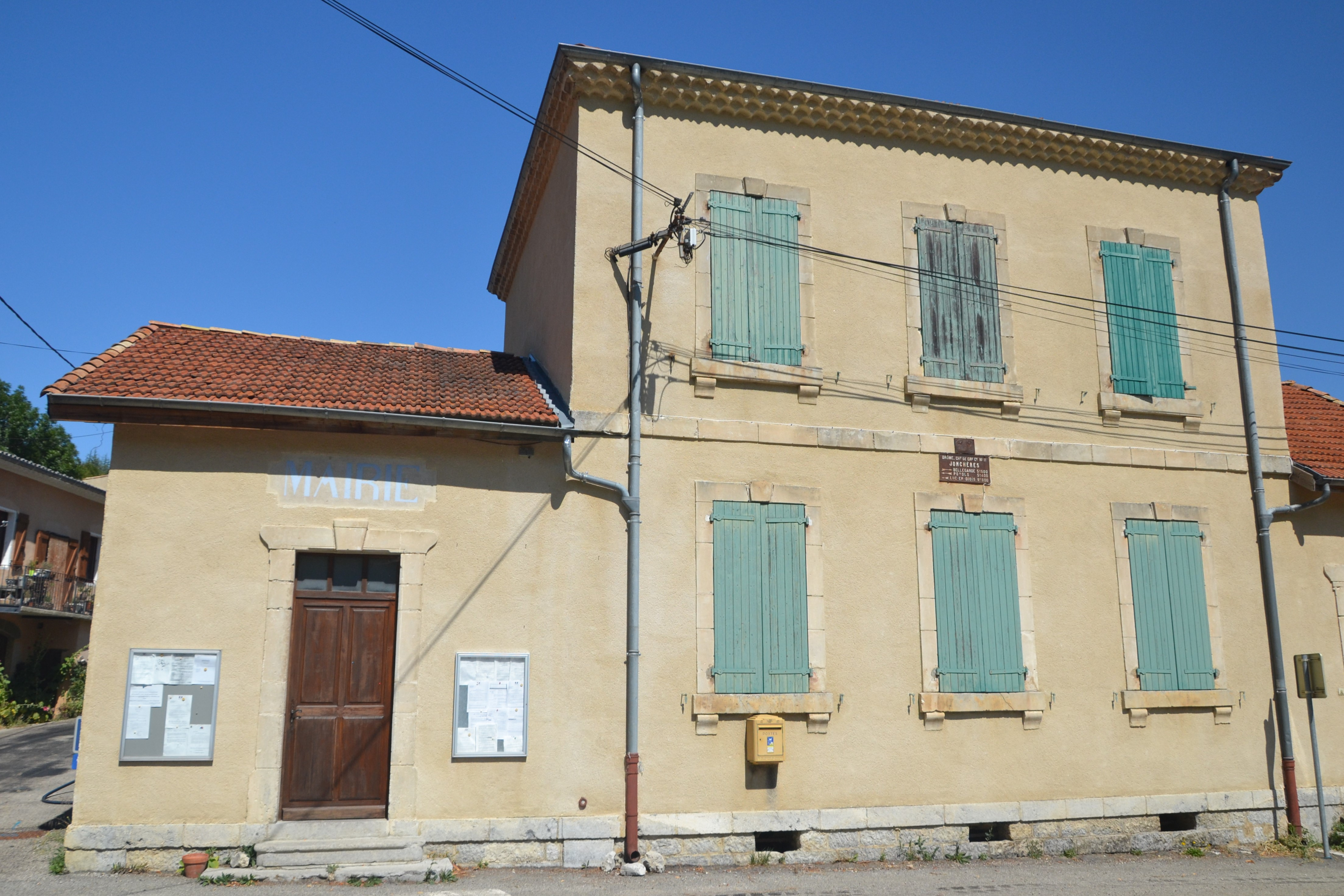
La mairie de Jonchères.

### Liste des maires
| Période                                                                      | Période                      | Identité                           | Étiquette        | Qualité         |
| ---------------------------------------------------------------------------- | ---------------------------- | ---------------------------------- | ---------------- | --------------- |
| Les données manquantes sont à compléter. : de la Révolution au Second Empire |                              |                                    |                  |                 |
| 1790                                                                         | avant1835                    | ?                                  |                  |                 |
| avant 1835                                                                   | après 1835                   | monsieur Garcin                    |                  | maire vers 1835 |
| après 1835                                                                   | 1871                         | ?                                  |                  |                 |
| Les données manquantes sont à compléter. : depuis la fin du Second Empire    |                              |                                    |                  |                 |
| 1871                                                                         | 1874                         | ?                                  |                  |                 |
| 1874                                                                         | 1878                         | ?                                  |                  |                 |
| 1878                                                                         | 1884                         | ?                                  |                  |                 |
| 1884                                                                         | 1888                         | ?                                  |                  |                 |
| 1888                                                                         | 1892                         | ?                                  |                  |                 |
| 1892                                                                         | 1896                         | ?                                  |                  |                 |
| 1896                                                                         | 1900                         | ?                                  |                  |                 |
| 1900                                                                         | 1904                         | ?                                  |                  |                 |
| 1904                                                                         | 1908                         | ?                                  |                  |                 |
| 1908                                                                         | 1912                         | ?                                  |                  |                 |
| 1912                                                                         | 1919                         | ?                                  |                  |                 |
| 1919                                                                         | 1925                         | ?                                  |                  |                 |
| 1925                                                                         | 1929                         | ?                                  |                  |                 |
| 1929                                                                         | 1935                         | ?                                  |                  |                 |
| 1935                                                                         | 1945                         | ?                                  |                  |                 |
| 1945                                                                         | 1947                         | ?                                  |                  |                 |
| 1947                                                                         | 1953                         | ?                                  |                  |                 |
| 1953                                                                         | 1959                         | ?                                  |                  |                 |
| 1959                                                                         | 1965                         | ?                                  |                  |                 |
| 1965                                                                         | 1971                         | ?                                  |                  |                 |
| 1971                                                                         | 1977                         | ?                                  |                  |                 |
| 1977                                                                         | 1983                         | ?                                  |                  |                 |
| 1983                                                                         | 1989                         | ?                                  |                  |                 |
| 1989                                                                         | 1995                         | ?                                  |                  |                 |
| 1995                                                                         | 2001                         | ?                                  |                  |                 |
| 2001                                                                         | 2008                         | Thierry Nodin                      |                  |                 |
| 2008                                                                         | 2014                         | Joseph Fraboulet                   |                  |                 |
| 2014                                                                         | 2020                         | Yann Fontaine                      | (Sans étiquette) | fonctionnaire   |
| 2020                                                                         | En cours (au 7 février 2021) | Yann Fontaine[source insuffisante] |                  | maire sortant   |

## Population et société

### Démographie
L'évolution du nombre d'habitants est connue à travers les recensements de la population effectués dans la commune depuis 1793. Pour les communes de moins de 10 000 habitants, une enquête de recensement portant sur toute la population est réalisée tous les cinq ans, les populations de référence des années intermédiaires étant quant à elles estimées par interpolation ou extrapolation. Pour la commune, le premier recensement exhaustif entrant dans le cadre du nouveau dispositif a été réalisé en 2008.

En 2022, la commune comptait 26 habitants, en évolution de −10,34 % par rapport à 2016 (Drôme : +2,64 %, France hors Mayotte : +2,11 %).
| 1793 | 1800 | 1806 | 1821 | 1831 | 1836 | 1841 | 1846 | 1851 |
| ---- | ---- | ---- | ---- | ---- | ---- | ---- | ---- | ---- |
| 269  | 246  | 244  | 275  | 328  | 339  | 312  | 308  | 292  |

| 1856 | 1861 | 1866 | 1872 | 1876 | 1881 | 1886 | 1891 | 1896 |
| ---- | ---- | ---- | ---- | ---- | ---- | ---- | ---- | ---- |
| 268  | 264  | 232  | 207  | 222  | 217  | 192  | 178  | 159  |

| 1901 | 1906 | 1911 | 1921 | 1926 | 1931 | 1936 | 1946 | 1954 |
| ---- | ---- | ---- | ---- | ---- | ---- | ---- | ---- | ---- |
| 164  | 147  | 130  | 106  | 93   | 79   | 69   | 60   | 55   |

| 1962 | 1968 | 1975 | 1982 | 1990 | 1999 | 2006 | 2008 | 2013 |
| ---- | ---- | ---- | ---- | ---- | ---- | ---- | ---- | ---- |
| 54   | 39   | 50   | 37   | 50   | 35   | 37   | 37   | 30   |

| 2018 | 2022 | - | - | - | - | - | - | - |
| ---- | ---- | - | - | - | - | - | - | - |
| 28   | 26   | - | - | - | - | - | - | - |

#### Annexe historique
- 1698 : 204 habitants)[réf. nécessaire].
- 1789 : 261 habitants, y compris enfants, domestiques et bergers[réf. nécessaire].

Le recensement constate que le nombre d'habitants varie annuellement en raison du nombre des domestiques et des bergers[réf. nécessaire].
Le recensement constate aussi que la plupart des maladies du lieu sont dues à :
- « la mauvaise nourriture des habitants qui sont nés pauvres dans la plus grande partie. »
- « Le sol ne produit que du blé, du seigle, des légumes et peu de foin n’y ayant aucun arrosage, ni aucune autre espèce de récolte. »
- « Les montagnes sont garnies dans une grande partie de bois rabougris qui ne peuvent servir que pour le feu. On observe que la montagne du côté du couchant qui sépare la communauté de celle de Volvent est presque toute dégarnie de bois, extrêmement rampante, que la fonte des neiges et les grandes pluies commencent à faire des torrents qui emporteront dans la suite une très grande partie des bon fonds de la paroisse. »[réf. nécessaire]

En 1836, Jonchères a connu le maximum d'habitants, 339. Depuis, la population a diminué : 164 en 1901, 69 en 1936, 50 en 1975[réf. nécessaire].
En 2016, la commune comptait 32 habitants[réf. nécessaire].

### Manifestations culturelles et festivités
- Fête : le quatrième dimanche de juin[16].

### Loisirs
- Randonnées : forêt domaniale du Claps, montagnes de Volvent, Montenier, de Proloubeau, de Boutarinard, col de Premol (964 m, point de vue)[réf. nécessaire].

### Cultes
L'église et la communauté catholique de Glandage sont rattachées à la paroisse Saint-Marcel en Diois, laquele couvre 37 communes et dépend du Diocèse de Valence.

## Économie

### Agriculture
En 1992 : pâturages (ovins, caprins), bois, lavande.
Le dernier champ de lavande à Jonchères fut abandonné dans les années 2000[réf. nécessaire].
En 2017, il ne reste qu'un fermier dans la commune avec son troupeau de moutons et chèvres. Il n'y a pas de commerce dans le village. L'ancien four du village a été transformé en petite pizzeria-restaurant, ouverte pendant les périodes de vacances[réf. nécessaire].

### Tourisme
- Panoramas : col de Prémol, montagne de Praloubeau, montagne de Monténier[16].
- Routes pittoresques[16].

## Culture locale et patrimoine

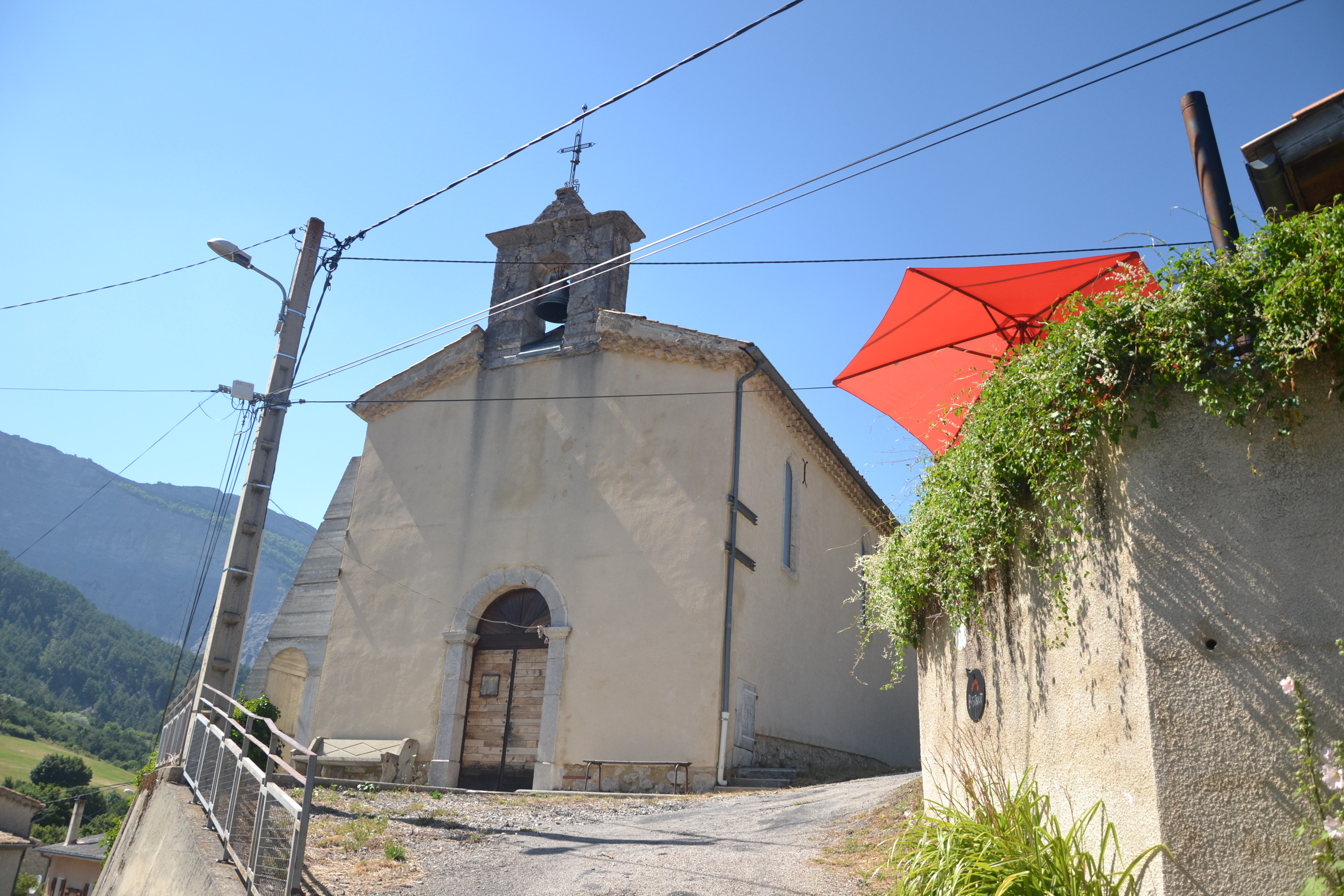
L'église de Jonchères.

### Lieux et monuments
- Église Saint-André (XIXe siècle)[16].

### Patrimoine naturel
Plusieurs sections de la commune font partie de la forêt domaniale du Claps.

### Héraldique, logotype et devise
|  | Jonchères possède des armoiries dont l'origine et le blasonnement exact ne sont pas disponibles. |